# إيستروي
إيستروي (بالفارويَّة: Eysturoy، وتلفظ: ['ɛstroi]) هي ثاني أكبر جزر فارو من حيث المساحة وعدد السكان. تشكل إيستروي مقاطعة (سيسلا) من الناحية الإداريَّة. وتبلغ مساحتها 286.3 كيلومتر مربع.